# Séwé

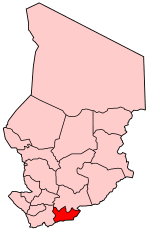
Région de Mandoul au Tchad

Connu anciennement sous le nom de Mayaro, Séwé est un village de 2 000 habitants, situé dans le Sud du Tchad. Le village est rattaché à l'ancienne sous-préfecture du Mandoul, aujourd'hui Région du Mandoul. Les habitants de ce village sont des Sara, une des ethnies majoritaires de la zone méridionale du pays. Le tout Premier Président du Tchad, Ngarta Tombalbaye est issu de cette ethnie.
Les habitants de Séwé sont des cultivateurs. Ils font de la culture vivrière et la culture de rente : le mil, le pénicillaire, le sorgho, le maïs, le manioc, du coton et des arachides.
Le village compte un centre de santé, une école primaire et un Collège d'Enseignement Général.
Le village est dirigé par la Chefferie, système de gouvernance datant de l'antiquité.
Plusieurs fils de Séwé, notamment Djimyabaye Khender, Natolban Gaston, Moudalbaye, Iyaibé avaient répondu présents à l'appel du Général de Gaulle pour la libération de la France. Ils étaient des hommes que le Gouvernement tchadien avait sélectionné pour contrer l'Armée Allemande en Normandie lors de la Seconde Guerre mondiale, en juin 1944. De retour au Tchad, après la guerre, ces hommes ont décidé de regagner Séwé et ont grâce à leurs pensions d'anciens combattants, participé à son développement.
Le chef du village François Ngueyera François est décédé en juin 2016, c'est son fils Kidina Ngueyera qui a hérité du trône.